# Алаотрански тръстиков лемур
Алаотранският тръстиков лемур още бандро (Hapalemur alaotrensis) е вид бозайник от семейство Лемурови (Lemuridae). Видът е критично застрашен от изчезване.

## Разпространение и местообитание
Разпространен е в Мадагаскар.